# Neoscirula proctorae
Neoscirula proctorae är en spindeldjursart som beskrevs av Frank Jason Smiley 1992. Neoscirula proctorae ingår i släktet Neoscirula och familjen Cunaxidae. Inga underarter finns listade i Catalogue of Life.